# Humberto Mauro
Humberto Mauro (Volta Grande, 30 aprile 1897 – Volta Grande, 5 novembre 1983) è stato un regista, sceneggiatore e attore brasiliano.

## Biografia

Humberto Mauro, Archivio nazionale (Brasile)

Pioniere del cinema brasiliano e maestro fondamentale del Cinema Novo,
di origini salernitane da parte di padre, Humberto Mauro nacque a Volta Grande il 30 aprile 1897, ma visse la sua infanzia e adolescenza a Cataguases, che legherà il suo nome allo sviluppo del movimento modernista, grazie alla diffusione della rivista letteraria O Verde.
Una volta terminati gli studi di ingegneria, appassionato di elettrotecnica, Humberto Mauro si avvicinò al cinema all'età di ventinove anni, tramite la visione dei film nordamericani d'avventura, in particolare quelli di David Wark Griffith, King Vidor e Henry King, che lo convinsero di dedicarsi alla regia, influenzato dalla letteratura popolare e dal melodramma teatrale.
Ai suoi esordi realizzò il cosiddetto "ciclo di Cataguases", comprendente Na primavera da vida (1926), che lanciò Eva Nil, futura musa del cinema brasiliano, Thesouro perdido (1927), Brasa dormida (1928), Sangue miniero (1930), già caratterizzati da quel lirismo, da quella originale poetica, che contraddistinguerà tutta la sua carriera, oltre che da una peculiare e originale tecnica e dall'attenzione appassionata per i paesaggi e ai suoi compatrioti.
Dopo i suoi inizi cinematografici in provincia, Humberto Mauro fu portato a Rio de Janeiro dal produttore-regista Adhemar Gonzaga nel 1930, in coincidenza dell'avvento del sonoro, dove girò il suo capolavoro Ganga bruta (1933), melodramma muto con sottofondo musicale esprimente uno stile tipicamente brasiliano, precursore, per la sua sperimentalità, del Cinema Novo degli anni sessanta, che lanciò una delle prime stelle del cinema brasiliano, Déa Selva.
Con l'opera seguente, A voz do carnaval (1933), Humberto Mauro esordì nel sonoro registrato direttamente sulla pellicola, anticipando il genere musicale-carnevalesco, invece con Favelas dos meus amores (1935), realizzò quasi un musical, prodotto dall'amica e attrice Carmen Santos, con il quale precorse il neorealismo.
Da menzionare anche O descobrimento do Brasil, film di soggetto storico, caratterizzato da un'atmosfera mistica, da elementi di modernità e da un'innovativa sensibilità antropologica.
Dal 1937 Humberto Mauro collaborò con l'Istituto Nacional de Cinema Educativo ed eseguì più di trecento cortometraggi in trent'anni. Molti di questi ultimi, tra cui A Velha a Fiar (1964), sono diventati classici del genere.
L'ultimo film di finzione risultò O canto da saudade (1952), autoprodotto e recitato da lui stesso e dai suoi parenti.
Humberto Mauro fu componente della giuria al Festival cinematografico di Venezia nel 1938.

## Filmografia

### Regista e sceneggiatore
- Na Primavera da Vida (1926)
- Thesouro Perdido (1927)
- Brasa Dormida (1928)
- Lábios sem Beijos (1930)
- Sangue Mineiro (1930)
- A Voz do Carnaval (1933)
- Ganga Bruta (1933)
- Favela dos Meus Amores (1935)
- Cidade-Mulher (1936)
- O Descobrimento do Brasil (1937)
- Argila (1940)
- O Canto da Saudade (1952)